# Patrick Stanke

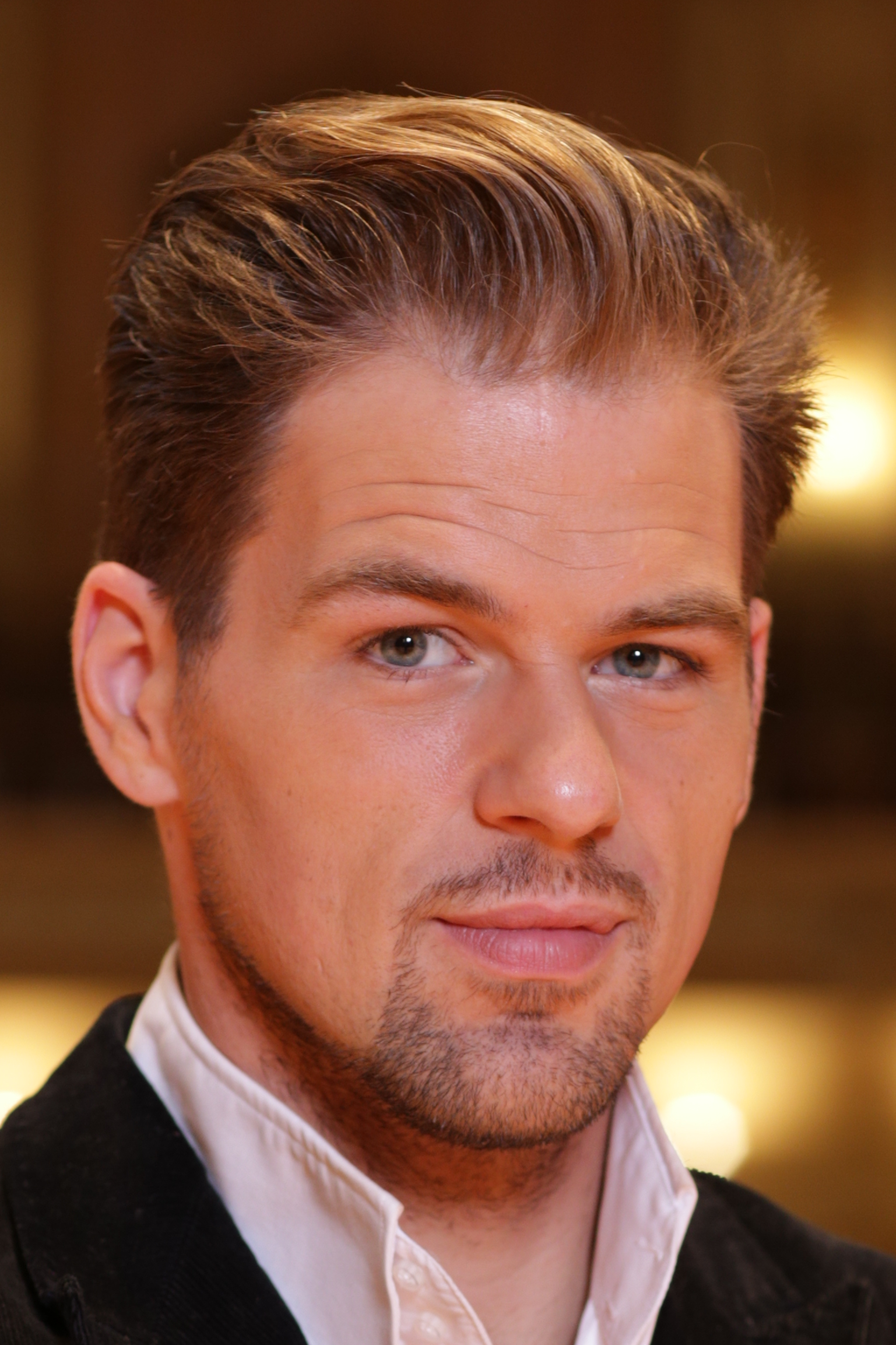
Portraitfoto

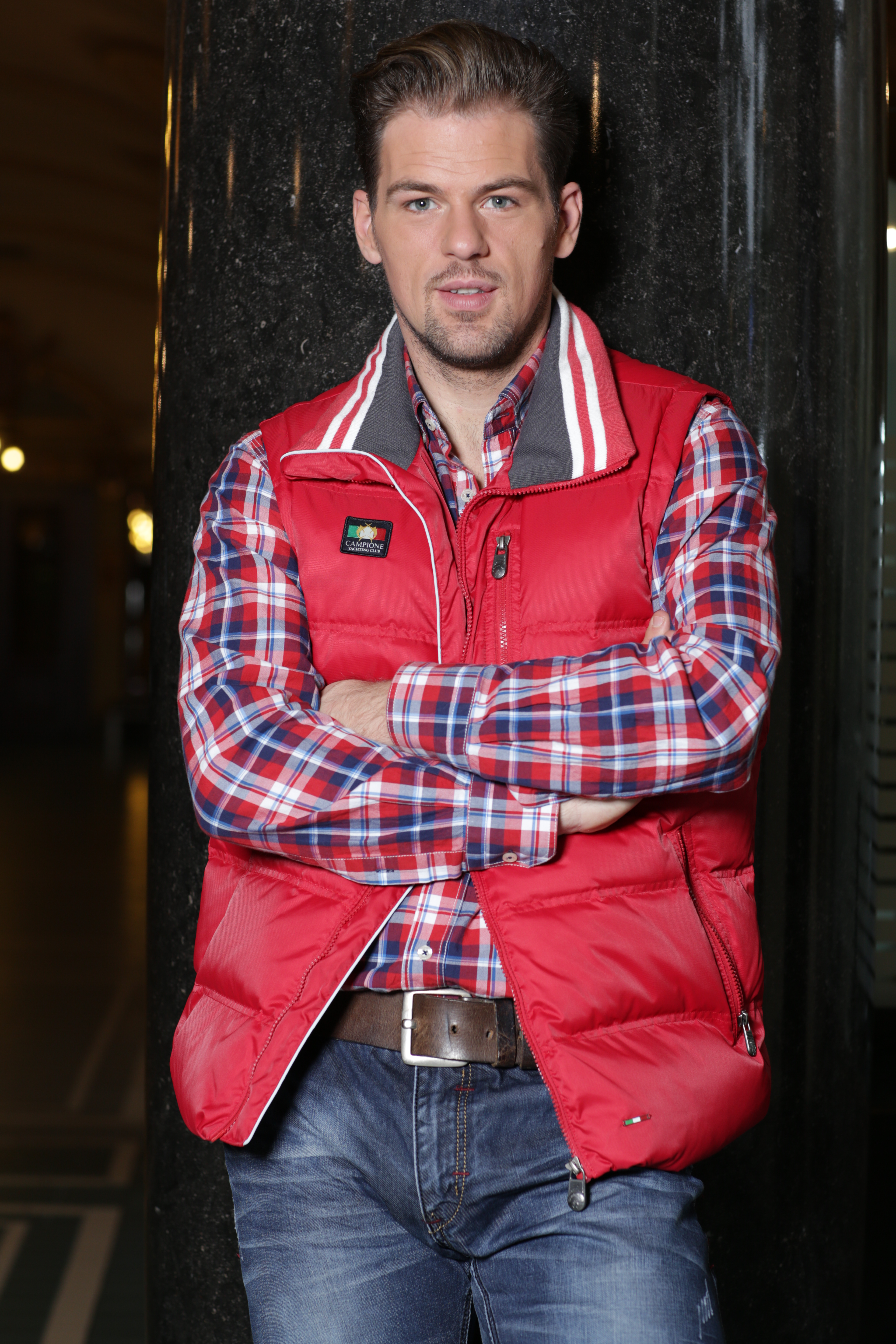
Patrick Stanke

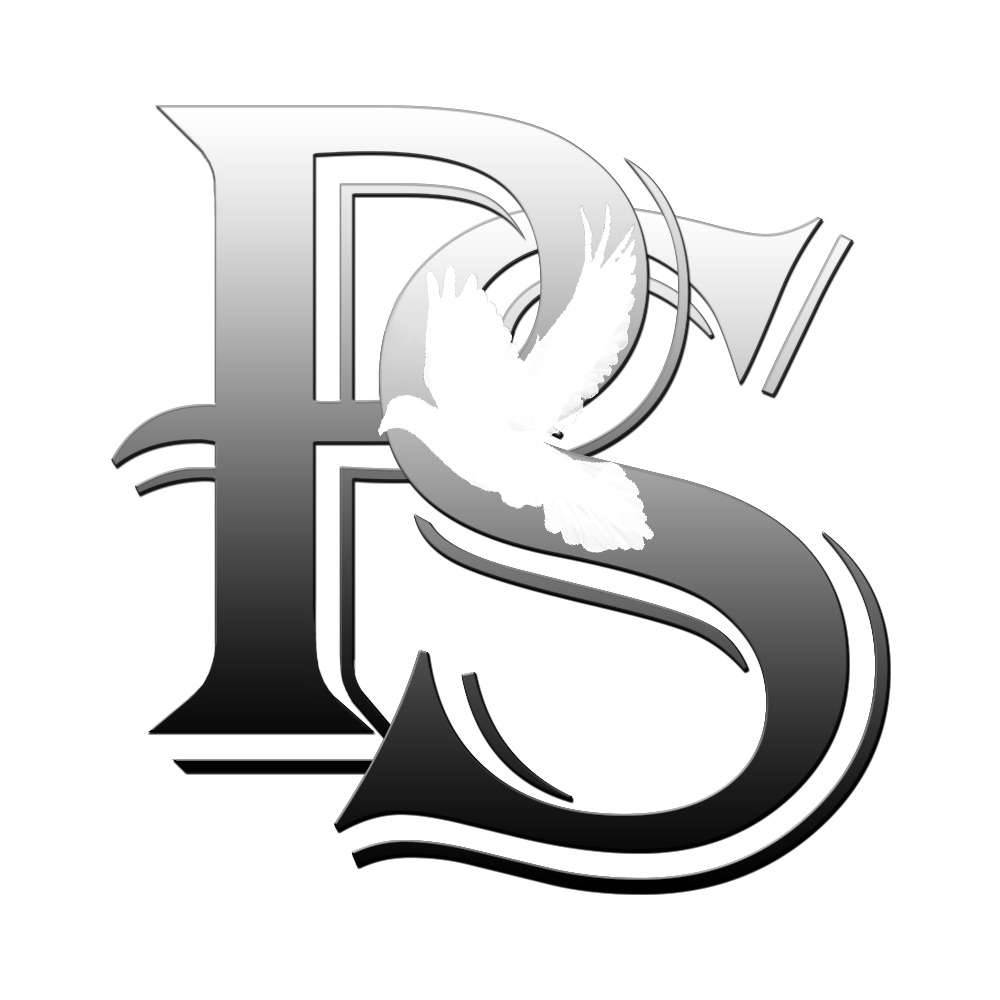
Logo

Patrick Stanke (* 19. Dezember 1979 in Wuppertal) ist ein deutscher Musicaldarsteller, Schauspieler, Sänger und Regisseur.

## Leben
Er begann seine Karriere im Jahr 1996 im Ensemble des TiC – Theater in Cronenberg. Er spielte dort u. a. die Rolle des Jeff Barry in der europäischen Erstaufführung von Leader of the Pack, die Rolle des Wally in I Love My Wife, des Sammy in Blutsbrüder und des Easy im Berliner Erfolgsmusical Cefé Mitte von Volker Ludwig. Nach seiner Schullaufbahn ließ Stanke sich an der Bayerischen Theaterakademie August Everding zum Musicaldarsteller ausbilden. Bereits während seiner Ausbildung hatte er zahlreiche Auftritte in regionalen Musicalproduktionen, wie z. B. in Guys and Dolls von Frank Loesser und der Semi-Oper King Arthur von Henry Purcell.
Nach seiner Ausbildung verkörperte er unter anderem Frederick Barrett in Titanic, D‘Artagnan in 3 Musketiere und Wolfgang Amadeus Mozart in Mozart. Es folgten Auftritte unter anderem in Jekyll & Hyde und Jesus Christ Superstar, jeweils in der Titelrolle. 2009 spielte er im Musical Marie Antoinette den Graf Axel von Fersen.
2012 stand er bei den Freilichtspielen Tecklenburg erneut als Graf Axel von Fersen in Marie Antoinette auf der Bühne.
Ab November 2012 übernahm Patrick Stanke bei Sister Act in Wien für zwei Monate die Rolle des Joey.
In der Spielzeit 2013/14 spielte er die Rolle des Ché im Musicalklassiker Evita bei den Wuppertaler Bühnen. Bei der Uraufführung im Jahr 2014 des Frank Wildhorn Musicals Artus im Theater St. Gallen spielte Patrick Stanke die Titelrolle. Ebenfalls im Jahr 2014 verkörperte er in der Uraufführung des Stephan Kanyar Musicals Casanova im Anhaltischen Theater Dessau die Titelrolle. 2016 bis 2017 spielte er für ein Jahr die Rolle des Kerchak in dem Disney Musical Tarzan am Metronom Theater Oberhausen. Bei den Freilichtspielen Tecklenburg spielte er im Sommer 2018 Jean Valjean in Les Misérables.
Patrick Stanke ist Gründungsmitglied der Gruppe Musical Tenors, der neben ihm selbst noch Jan Ammann, Christian Alexander Müller und Mark Seibert angehören. Er ist regelmäßig mit seiner Solokonzert-Reihe Stanke ohne Strom auf Tour. Neben seinen Bühnenengagements und Solokonzerten ist er ein gefragter Solist bei Konzerten und Gala-Veranstaltungen.
Unter anderem trat er als Solist und Moderator bei folgenden Veranstaltungen auf:
- Sommernacht des Musicals, Dinslaken, 2006, 2010, 2011, 2012, 2013, 2014, 2015
- Musical meets Pop, Tecklenburg, 2007, 2011, 2012, 2014
- Best of Musical Gala, Deutschlandtournee, 2006, 2007, 2010
- Musical Masquerade, Ibbenbüren, 2013
- Königs-Gala, Füssen, 2014.

In dem 2020 veröffentlichten Musicalfilm Jingle Jangle Journey: Abenteuerliche Weihnachten! übernahm er die Synchronrolle von Ricky Martin.

## Regie
Patrick Stanke ist seit 2008 auch als Regisseur tätig. Er inszenierte u. a. am TIC Theater in Wuppertal Der kleine Horrorladen, Hair, Hairspray und 2013 die Uraufführung des Bestseller Romans von Britta Sabbag Pinguinwetter. Im Herbst 2014 führte er Regie bei dem Musical-Klassiker La Cage aux Folles (Musical) – Ein Käfig voller Narren. Außerdem führte er 2013 in der Tourneeproduktion des Musicals „3 Musketiere“ Regie und verkörperte gleichzeitig die Rolle des D’Artagnan, mit der er schon 2005/2006 in Berlin Erfolge feiern konnte. 2015 und 2016 übernahm er die Regie bei der Uraufführung des Musicals Mozart Superstar der Deutschen Musical-Company Köln an der Kammeroper Köln und für die Tourneeproduktion durch Deutschland, Österreich und die Schweiz.
2024 inszenierte Patrick Stanke am TIC-Theater in Wuppertal das Schauspiel „Drei Männer und ein Baby“.
2024 inszenierte Patrick Stanke am Theater in Ulm das Musical Blues Brothers. Im Sommer 2025 wird er das Musical TITANIC bei den Schloßfestspielen in Zwingenberg am Neckar inszenieren und zudem die Rolle des Thomas Andrews übernehmen.

## Theater (Auswahl)
- Titanic – Das Musical – Heizer Frederic Barrett (Neue Flora Hamburg) – (2002–2003)
- Aida (Musical) – Radames (Colosseum Theater Essen) – (2003–2005)
- Die drei Musketiere – D‘Artagnan (Theater des Westens Berlin) – (2005–2006)
- Die Schöne und das Biest – Biest (Deutsches Theater München) – (2006)
- Jekyll & Hyde – Dr. Jekyll/Mr. Hyde (Freilichtspiele Tecklenburg) – (2007)
- Jesus Christ Superstar – Jesus Christus (Kassel und Magdeburg) – (2008)
- Mozart – Wolfgang Amadeus Mozart (Freilichtspiele Tecklenburg)- (2008)
- Marie Antoinette – Graf Axel von Fersen (Musical Theater Bremen) – (2009)
- Aida (Musical) – Radames (Freilichtspiele Tecklenburg) – (2009)
- Buddy – The Big Bopper (Colosseum Theater Essen) – (2009–2010)
- Ganz oder gar nicht – The Full Monty (Musical) – Dave Bukatinsky (Theater Dortmund) – (2011–2012)
- Marie Antoinette – Graf Axel von Fersen (Freilichtspiele Tecklenburg) – (2012)
- Sister Act (Musical) – Joey (Ronacher Wien) – (2012)
- Aida (Musical) – Radames (Theater Nordhausen) – (2013)
- Evita (Musical) – Ché (Wuppertaler Bühnen) – (2013)
- Artus-Excalibur (Musical) – Artus (Theater St. Gallen) – (2014)
- Casanova – Casanova (Anhaltisches Theater Dessau) – (2014)
- Die Päpstin – Gerold (Theater Nordhausen) – (2015)
- Paradise of Pain – Johannes (Saarländisches Staatstheater) – (2015)
- Jesus Christ Superstar – Jesus Christus (Schlossfestspiele Zwingenberg) – (2015)
- Chess (Musical) – Frederick Trumper (Theater Chemnitz) – (2015)
- Jesus Christ Superstar – Judas (Theater Basel) – (2016)
- Tarzan – Kerchak (Metronom Theater Oberhausen) – (2016/2017)
- Les Misérables – Jean Valjean (Freilichtspiele Tecklenburg) – (2018)
- Der Medicus – Rob Cole (Deutsches Theater München) – (2018)
- Don Camillo & Peppone –  Bürgermeister Peppone (Freilichtspiele Tecklenburg) – (2019)
- Zeppelin – Graf Ferdinand von Zeppelin (Festspielhaus Neuschwanstein) –  (2021)
- Ludwig² – Schattenmann + König Ludwig II. (Festspielhaus Neuschwanstein) – (2021)
- Die Päpstin – Gerold (Festspielhaus Neuschwanstein/Deutsches Theater München) – (2022)
- Rebecca – Maxim de Winter (Domplatz OpenAir – Theater Magdeburg) – (2022)
- Der Geist der Weihnacht – Jacob Marley (Festspielhaus Neuschwanstein) – (2023)
- Sweeney Todd – Sweeney Todd (Theater Lübeck) – (2024)

## Diskografie
- TITANIC – das Musical, Castaufnahme 2003
- Christmas Stories, Sampler 2004
- Die 3 Musketiere, Castaufnahme 2005
- Best Of Musical Gala. Highlights 2006
- Die letzten 5 Jahre 2008
- The Count of Monte Cristo – Highlights from the Musical 2009
- Giganten des Musicals – Das Weihnachtsalbum 2009
- Marie Antoinette, Castalbum 2009
- Ich bin Musik, Solo-CD 2009
- Role of a Lifetime, Solo-CD 2014
- Artus – Excalibur, Castaufnahme 2014
- Casanova, Castaufnahme 2014
- Patrick Stanke – Weihnachtslieder zum Adventskalender 2014